# Franciszek Stoiński (zm. 1715)
Franciszek Stoiński herbu Janina (zm. w 1715) – sędzia lubelski w latach 1679-1715, podsędek lubelski w 1678 roku, wojski krasnostawski w latach 1650-1674.
Był elektorem Michała Korybuta Wiśniowieckiego z województwa lubelskiego w 1669 roku.